# Eleonora Gonzaga di Ludovico

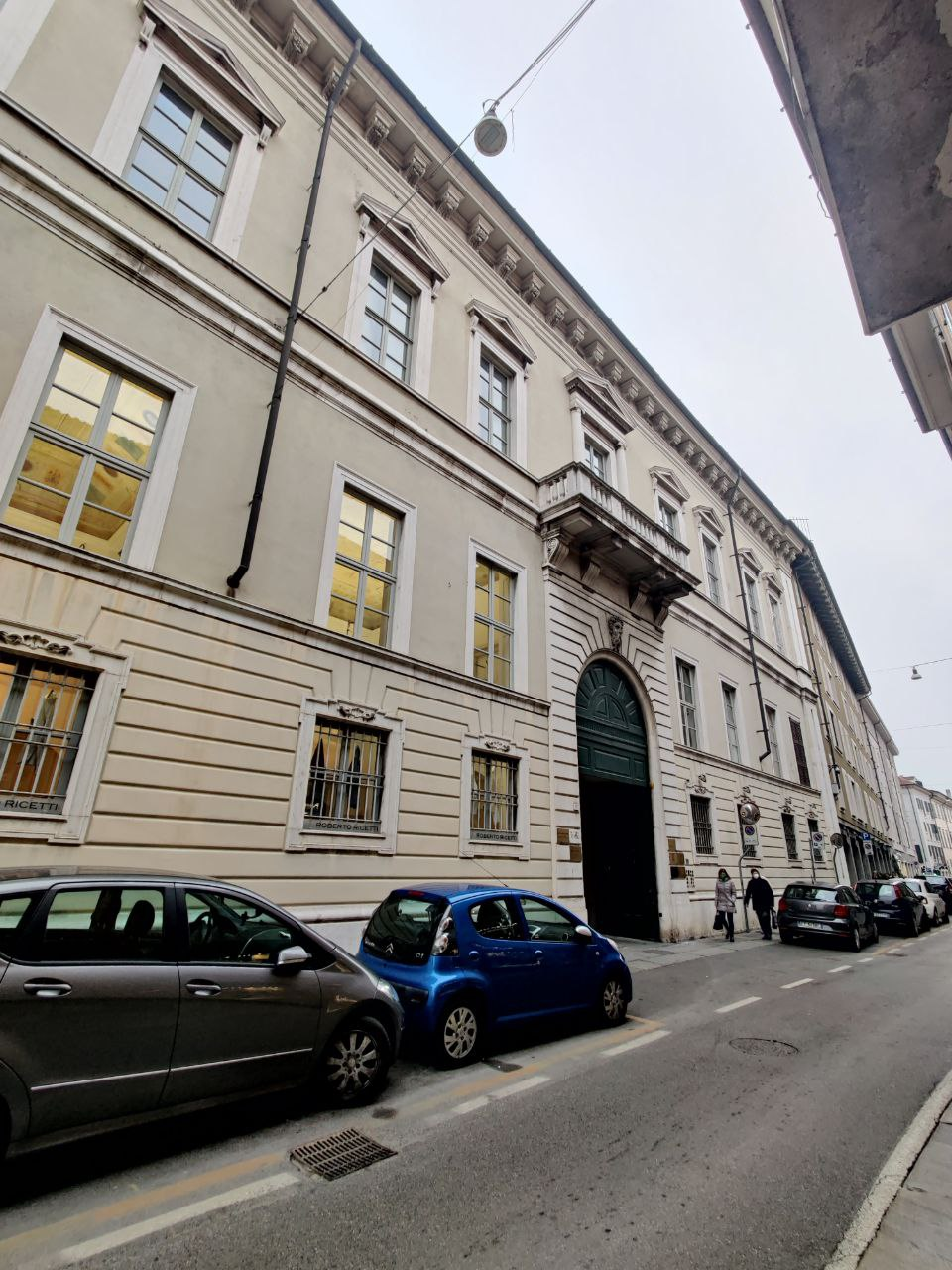
Brescia, Palazzo Martinengo di Padernello Salvadego

Eleonora Gonzaga (Sabbioneta, ... – Brescia, 10 agosto 1545) è stata una nobildonna italiana.

## Biografia
Era figlia di Ludovico Gonzaga (1480-1540), conte di Sabbioneta, e di Francesca Fieschi, dei conti di Lavagna.
Sposò sontuosamente a Venezia in Palazzo Ducale il 4 febbraio 1543 il conte Girolamo Martinengo di Padernello, capitano della Serenissima. Rientrati a Brescia, città natale dello sposo, risiedettero nel suo imponente palazzo (Palazzo Martinengo di Padernello Salvadego).
Eleonora morì di parto il 10 agosto 1545 e con essa il bimbo. Girolamo sposò in seconde nozze nel 1552 Margherita Martinengo della Motella.

## Eleonora Gonzaga nell'arte
Nel gennaio 1543 il pittore bresciano Alessandro Bonvicino, detto il Moretto, venne chiamato dalla famiglia Martinengo affinché ritraesse prima il giovane Girolamo, futuro sposo di Eleonora, e dopo le nozze la Gonzaga in due distinti ritratti, che sarebbero stati collocati uno a fianco dell'altro. Il presunto Ritratto di Eleonora Gonzaga, recentemente (2023) riscoperto, si trova nella National Gallery of Art di Washington, mentre il Ritratto di Girolamo Martinengo di Padernello è visibile nel Museo Lechi di Montichiari.

## Ascendenza
|                       |                     |                                   | Genitori                       |  |  | Nonni |  |  | Bisnonni            |  |  | Trisnonni             |  |
|                       |                     |                                   |                                |  |  |       |  |  | Ludovico II Gonzaga |  |  | Gianfrancesco Gonzaga |  |
|                       |                     |                                   |                                |  |  |       |  |  | Ludovico II Gonzaga |  |  | Gianfrancesco Gonzaga |  |
|                       |                     | Paola Malatesta                   |                                |  |  |       |  |  | Ludovico II Gonzaga |  |  |                       |  |
| Gianfrancesco Gonzaga |                     |                                   |                                |  |  |       |  |  | Ludovico II Gonzaga |  |  |                       |  |
|                       |                     | Barbara di Brandeburgo            | Giovanni l'Alchimista          |  |  |       |  |  |                     |  |  |                       |  |
|                       |                     | Barbara di Brandeburgo            | Giovanni l'Alchimista          |  |  |       |  |  |                     |  |  |                       |  |
|                       |                     | Barbara di Brandeburgo            | Barbara di Sassonia-Wittenberg |  |  |       |  |  |                     |  |  |                       |  |
| Ludovico Gonzaga      |                     | Barbara di Brandeburgo            |                                |  |  |       |  |  |                     |  |  |                       |  |
|                       |                     | Pirro del Balzo                   | Francesco II del Balzo         |  |  |       |  |  |                     |  |  |                       |  |
|                       |                     | Pirro del Balzo                   | Francesco II del Balzo         |  |  |       |  |  |                     |  |  |                       |  |
|                       |                     | Pirro del Balzo                   | Sancia di Chiaromonte          |  |  |       |  |  |                     |  |  |                       |  |
| Antonia del Balzo     |                     | Pirro del Balzo                   |                                |  |  |       |  |  |                     |  |  |                       |  |
|                       |                     | Maria Donata Orsini               | Gabriele Orsini del Balzo      |  |  |       |  |  |                     |  |  |                       |  |
|                       |                     | Maria Donata Orsini               | Gabriele Orsini del Balzo      |  |  |       |  |  |                     |  |  |                       |  |
|                       |                     | Maria Donata Orsini               | Giovanna Caracciolo            |  |  |       |  |  |                     |  |  |                       |  |
| Eleonora Gonzaga      |                     | Maria Donata Orsini               |                                |  |  |       |  |  |                     |  |  |                       |  |
|                       | Gianluigi I Fieschi | …                                 |                                |  |  |       |  |  |                     |  |  |                       |  |
|                       | Gianluigi I Fieschi | …                                 |                                |  |  |       |  |  |                     |  |  |                       |  |
|                       | Gianluigi I Fieschi | …                                 |                                |  |  |       |  |  |                     |  |  |                       |  |
| Gianluigi II Fieschi  | Gianluigi I Fieschi |                                   |                                |  |  |       |  |  |                     |  |  |                       |  |
|                       |                     | Luisetta Fregoso                  | …                              |  |  |       |  |  |                     |  |  |                       |  |
|                       |                     | Luisetta Fregoso                  | …                              |  |  |       |  |  |                     |  |  |                       |  |
|                       |                     | Luisetta Fregoso                  | …                              |  |  |       |  |  |                     |  |  |                       |  |
| Francesca Fieschi     |                     | Luisetta Fregoso                  |                                |  |  |       |  |  |                     |  |  |                       |  |
|                       |                     | Giovanni I Lazzarino Del Carretto | …                              |  |  |       |  |  |                     |  |  |                       |  |
|                       |                     | Giovanni I Lazzarino Del Carretto | …                              |  |  |       |  |  |                     |  |  |                       |  |
|                       |                     | Giovanni I Lazzarino Del Carretto | …                              |  |  |       |  |  |                     |  |  |                       |  |
| Caterina del Carretto |                     | Giovanni I Lazzarino Del Carretto |                                |  |  |       |  |  |                     |  |  |                       |  |
|                       |                     | Viscontina Adorno                 | …                              |  |  |       |  |  |                     |  |  |                       |  |
|                       |                     | Viscontina Adorno                 | …                              |  |  |       |  |  |                     |  |  |                       |  |
|                       |                     | Viscontina Adorno                 | …                              |  |  |       |  |  |                     |  |  |                       |  |
|                       |                     | Viscontina Adorno                 |                                |  |  |       |  |  |                     |  |  |                       |  |